# 罗塞勒
罗塞勒（法語：Rosel，法語發音：[ʁozɛl] ⓘ）是法国卡尔瓦多斯省的一个市镇，属于卡昂区。

## 地理
罗塞勒（49°13'44"N, 0°27'30"W）面积3.9 平方千米，位于法国诺曼底大区卡爾瓦多斯省，该省份为法国西北部沿海省份，北濒大西洋英吉利海峡，东北与滨海塞纳省以海上边界相接，东临厄尔省，南至奧恩省，西与芒什省接壤。
与罗塞勒接壤的市镇（或旧市镇、城区）包括：欧蒂、凯龙、罗镇。

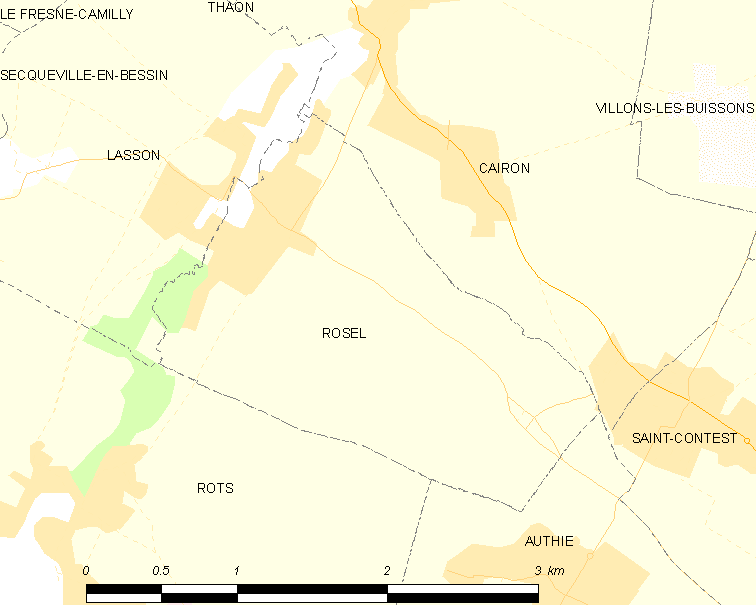
罗塞勒的OSM定位图

罗塞勒的时区为UTC+01:00、UTC+02:00（夏令时）。

## 行政
罗塞勒的邮政编码为14740，INSEE市镇编码为14542。

## 政治
罗塞勒所属的省级选区为蒂和米县。

## 人口

1962-2008年间罗塞勒人口变化图示

罗塞勒于2022年1月1日时的人口数量为643人。